# Barrio Chivato
Barrio Chivato är en ort i Mexiko, tillhörande Naucalpan de Juárez kommun i delstaten Mexiko. Barrio Chivato ligger i den centrala delen av landet och tillhör Mexico Citys storstadsområde. Orten hade 242 invånare vid folkmätningen 2010. 2020 hade befolkningen sjunkit något, till 279 personer.